# Cova de Té-do'm
La Cova de Té-do'm és una petita cova del terme de Castell de Mur, al Pallars Jussà, a l'antic terme de Guàrdia de Tremp.
Està situada al Congost de Terradets, a migdia del lloc on el barranc del Bosc s'aboca en la Noguera Pallaresa, uns tres metres per damunt de la carretera C-13. Per sota seu hi ha la Cova de la Platja i la Surgència de la Cova de la Platja.
És una petita cova procedent d'una ressurgència local, amb una galeria molt petita d'una 8 metres de recorregut.

## Etimologia
El nom d'aquesta cova és d'origen romànic, d'una certa antiguitat, com evocat la forma verbal do'm; aquest nom suggereix un intercanvi: té davant de do'm (dona'm), sense que es pugui especificar en quin moment es donà l'anècdota que creà el topònim.